# Минск-Пассажирский
Минск-Пассажи́рский (бел. Мінск-Пасажырскі) — пассажирская железнодорожная станция Минского отделения Белорусской железной дороги, расположенная между станциями Минск-Северный и Минск-Южный. Является главным железнодорожным терминалом Минска и крупнейшим железнодорожным узлом Республики Беларусь. Располагается на Привокзальной площади в центральной части города.
Находится в 750 километрах от Москвы, в 212 километрах от Орши, в 345 километрах от Бреста, в 612 километрах от Киева, в 562 километрах от Варшавы.

## История

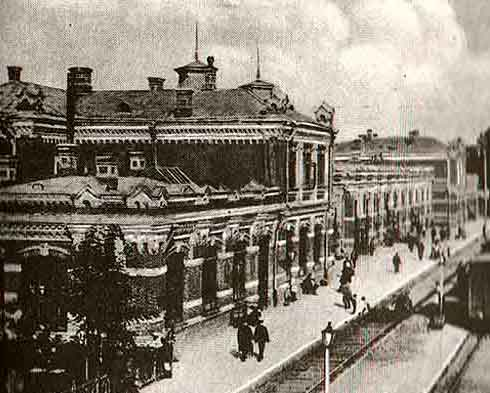
Виленский вокзал существовавший на месте современного вокзала с 1872 по 1944 годы

Основные сооружения вокзала, который имел название Виленский, были сооружены в 1873 году связи с введением в постоянную эксплуатацию Либаво-Роменской железной дороги. На площади, прилагающей к перрону были сооружены деревянные павильоны. В одном из них располагался собственно вокзал, в других — контора станции, поликлиника, ремесленное училище и другие.
В 1890—1893 годах вместо деревянного здания было возведено каменное, а над путями построен переходный мост со спусками к платформам. Мост просуществовавший до 1964 года, был заменён на подземный переход с выходами на перроны. В 1890 году к вокзалу была проведена линия конки, следующей до Соборной площади. В 1898 году вокзал был расширен по проекту инженера Щербакова. 
В ходе боевых действий Первой мировой и советско-польской войн в 1919—1920 годах здание сильно пострадало во время польской оккупации Минска. В ходе реконструкции 1920—1925 годов над частью здания был надстроен второй этаж, где разместились администрация и помещения для отдыха. 20 июля 1928 года участок Минск—Радошковичи передан в распоряжение Московско-Белорусско-Балтийской железной дороги.
Во второй половине 1930-х годов началась существенная реконструкция и расширение здания вокзала. Сохранив фундамент и несущие стены, был построен второй этаж, полностью изменён фасад. Проект был разработан архитектором И. Рочаником. Обновлённое здание вокзала было открыто в 1940 году.
С началом Великой Отечественной войны основное здание вокзала уцелело, о чём свидетельствуют любительские фото, сделанные немецко-фашистскими захватчиками, и использовалось ими по прямому назначению, однако было существенно повреждено во время освобождения Минска от гитлеровской оккупации летом 1944 года, и вокзал пришлось восстанавливать. Реконструкция закончилось в 1946 году, здание просуществовало до сентября 1991-го, когда оно было демонтировано. От сталинского вокзального комплекса осталось лишь здание пригородного вокзала, построенное в 1955 году и переоборудованное ныне для размещения международных касс.

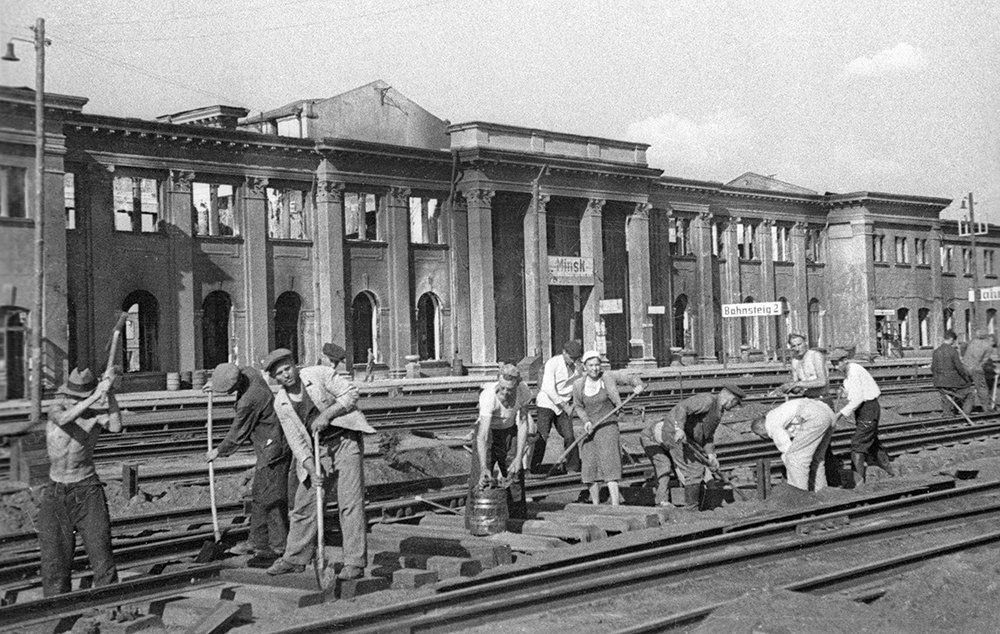
Восстановление железнодорожного полотна, на заднем плане — разрушенное здание вокзала

14 апреля 1961 года Министерство путей сообщения СССР утвердило технико-экономическое обоснование электрификации участка Минск—Олехновичи, по которому 7 декабря 1963 года был пущен первый в Белоруссии электропоезд. 31 декабря 1970 года завершена электрификация участка Минск—Пуховичи. С первого пути станции Минск-Пассажирский был отправлен первый пробный электропоезд.
Решение о строительстве нового вокзала было принято в 1972 году. Первый конкурс на проектирование нового железнодорожного вокзала Минска был проведён ещё в 1974 году. Затем в начале 1980-х московскими проектировщиками института «Мосгипротранс» был подготовлен проект нового здания железнодорожного вокзала в Минске, который и был утверждён. Строительство его первой очереди началось в 1985 году и к 1990 году были введены в строй конкорс с залом ожидания и 13-этажное высотное здание.

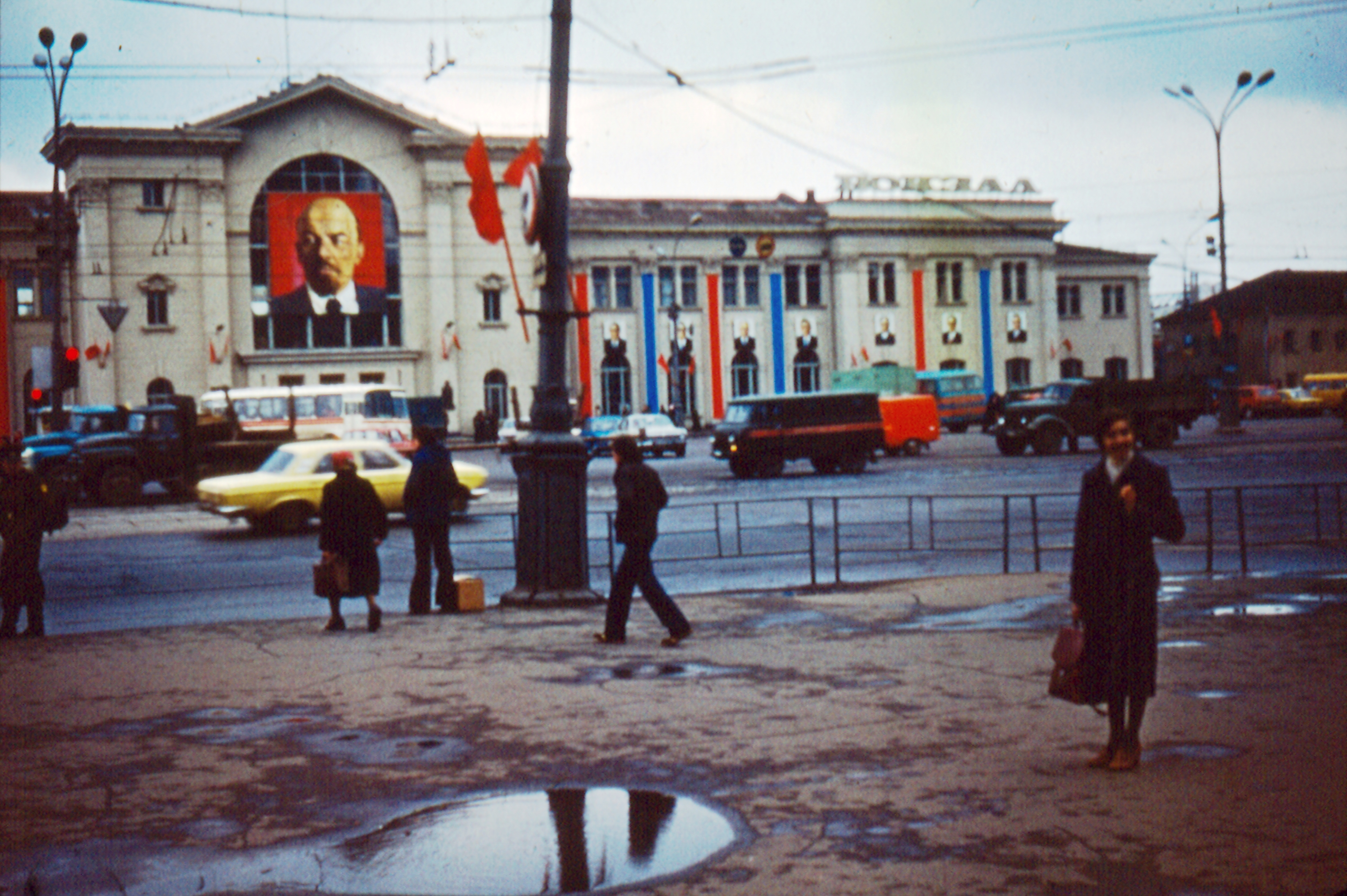
Здание вокзала в 1981 году (демонтировано в 1991-м)

29 декабря 1975 года завершена электрификация участка Минск—Столбцы с открытием движения пригородных электропоездов. 18 декабря 1981 года завершена электрификация участка Орша—Борисов. Начато движение всех пассажирских поездов на электрической тяге от Минска до Москвы.
В начале 1990-х, в связи с распадом СССР, финансирование строительства вокзала закончилось и строительство основного здания растянулось почти на 10 лет. Только в конце 1990-х возведение минского нового терминала возобновилось, но уже по пересмотренному белорусскому проекту.
30 декабря 2000 года было открыто новое здание железнодорожного вокзала (архитекторы Виктор Крамаренко и Михаил Виноградов), способное принять более 7 тысяч пассажиров. Площадь минского вокзала составляет 20830 метров. В новом здании оборудованы два зала ожидания на третьем этаже. В залах размещены информационные табло.
Распределительный зал и сеть подземных переходов связывают вокзал с посадочными платформами, Привокзальной площадью, Центральным автовокзалом, станцией метро «Площадь Ленина».
На уровне четвёртого этажа здание нового вокзала соединено галереей с гостиницей «Экспресс» (Привокзальная площадь, 4).

## Пути и пассажирские платформы

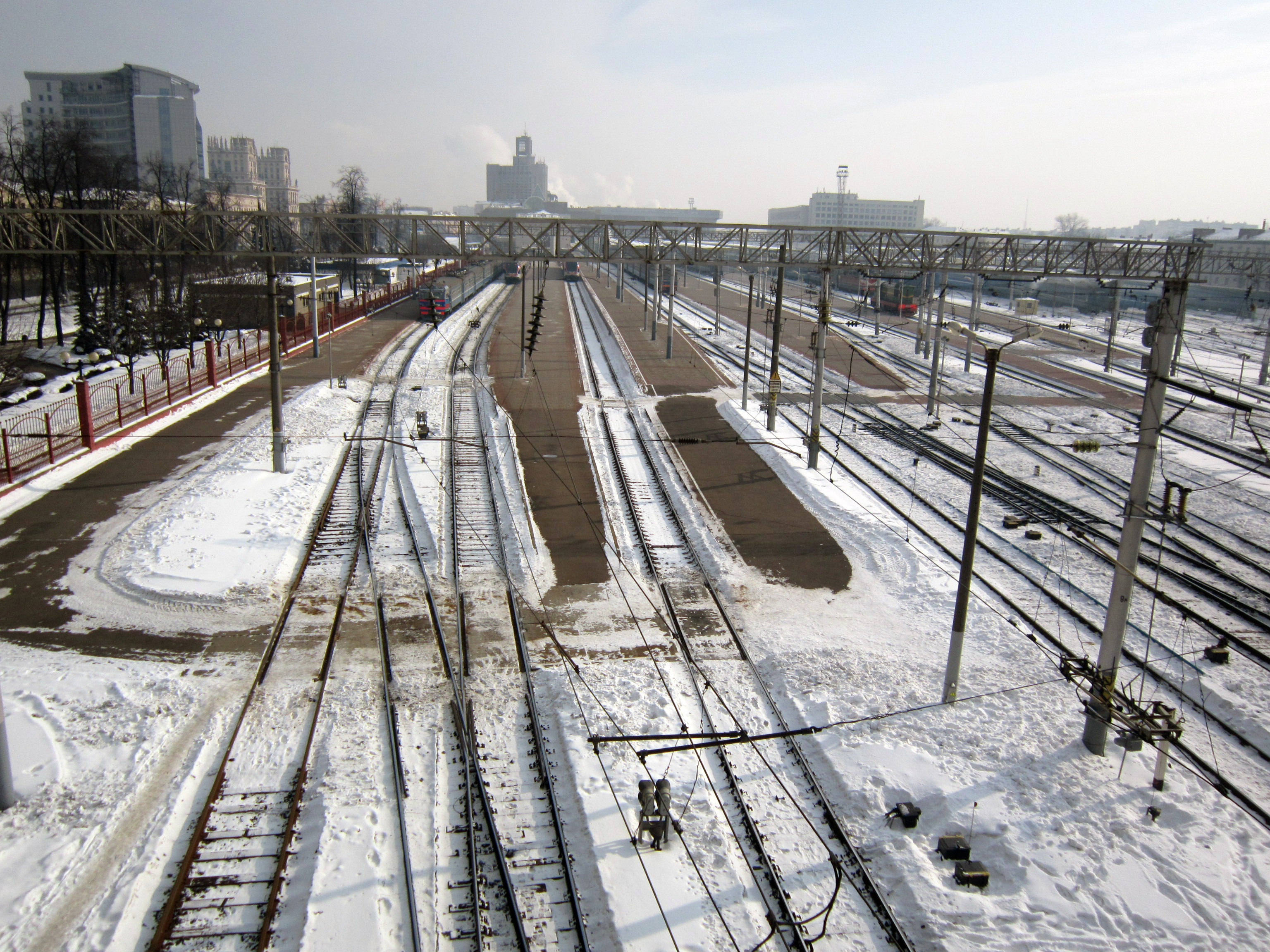
Пути и платформы станции Минск-Пассажирский

Станция имеет 10 пассажирских платформ (3 боковые и 7 островных) и 16 путей, из которых 4 — тупиковые. Отсчёт номеров платформ и путей ведётся с севера на юг. Ширина пассажирских платформ составляет не менее 2-х метров.

## Пассажирское движение

### Поезда дальнего следования
Пассажирский терминал станции Минск-Пассажирский обслуживает поезда дальнего следования, идущие в Россию. Поезда межрегиональных линий отправляются от станции и следуют до областных центров Белоруссии (Брест, Витебск, Гомель, Гродно, Могилёв).

### Пригородные поезда
Электропоезда региональных линий (пригородные электрички) Барановичского направления следуют до станций Столбцы и Барановичи-Полесские, поезда Оршанского направления следуют до станций Борисов, Крупки, Красное Знамя и Орша-Центральная, Осиповичского направления — до станций Руденск, Пуховичи и Осиповичи, движение поездов Молодечненского направления организовано до станций Молодечно и Гудогай.
Со станции Минск-Пассажирский отправляются все поезда городских линий: на ст. Беларусь, Красное Знамя и Руденск.

## Общественный транспорт
На привокзальной площади имеются входы на станцию метро «Площадь Ленина», на Вокзальной улице, расположенной к югу от вокзала имеется вход в вестибюль станции «Вокзальная» Зеленолужской линии.
От остановочных пунктов городского наземного транспорта, расположенных в шаговой доступности от вокзала (ДС «Дружная», Вокзал, Бобруйская, Ленинградская и др.) отправляются маршруты автобуса, троллейбуса и трамвая в направлении Масюковщины и центра, Чижовки, Лошицы, Серебрянки, Ангарской, Сухарево, Карастояновой, Каменной Горки, Курасовщины, Степянки, Малиновки и Зелёного Луга.
Рядом с вокзалом и привокзальной гостиницей «Экспресс» на Бобруйской улице располагается автовокзал «Центральный», с ежедневными отправлениями пригородных, междугородних и международных маршрутов, а также автобусом-трансфером до национального аэропорта «Минск».

## Галерея

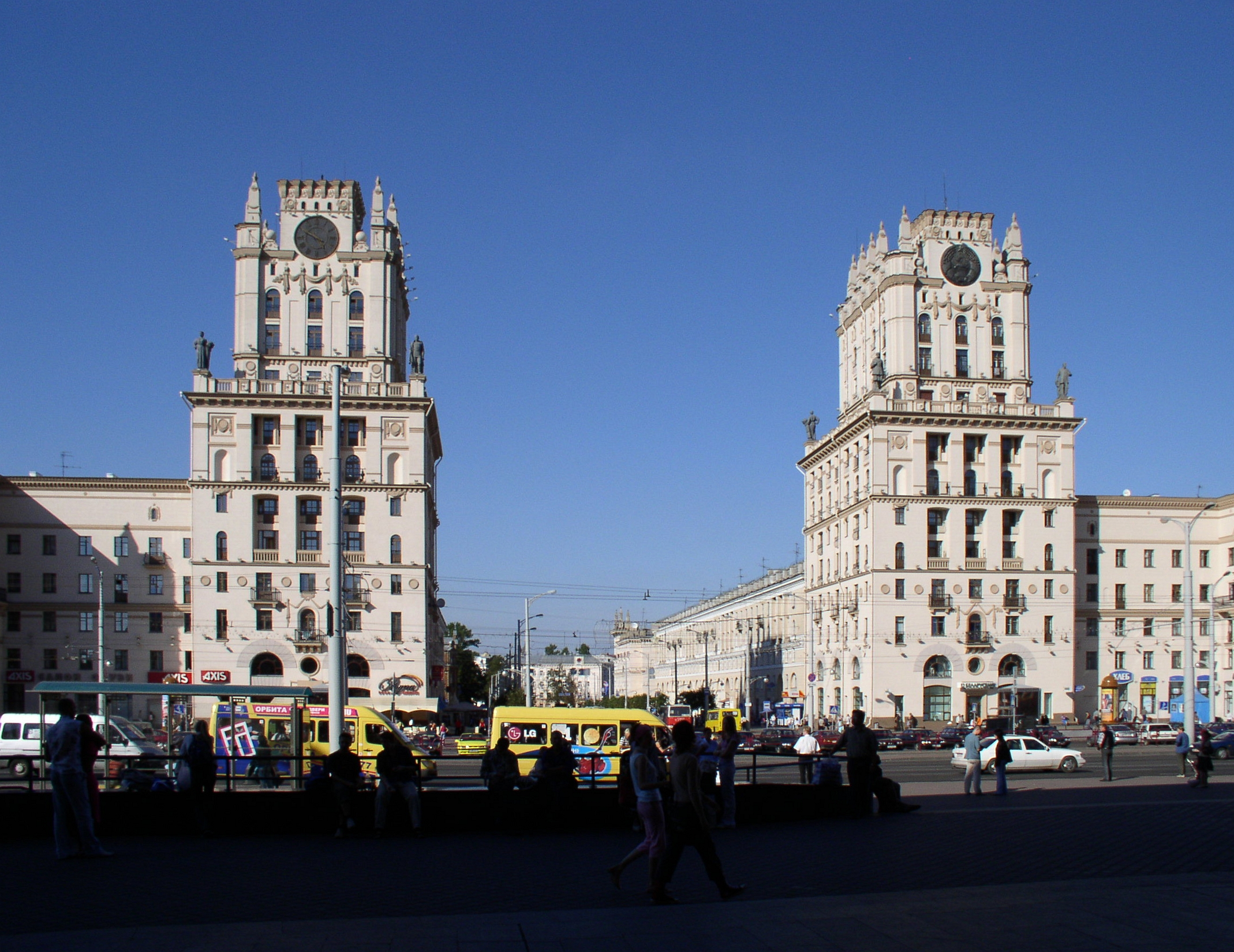
«Ворота города»
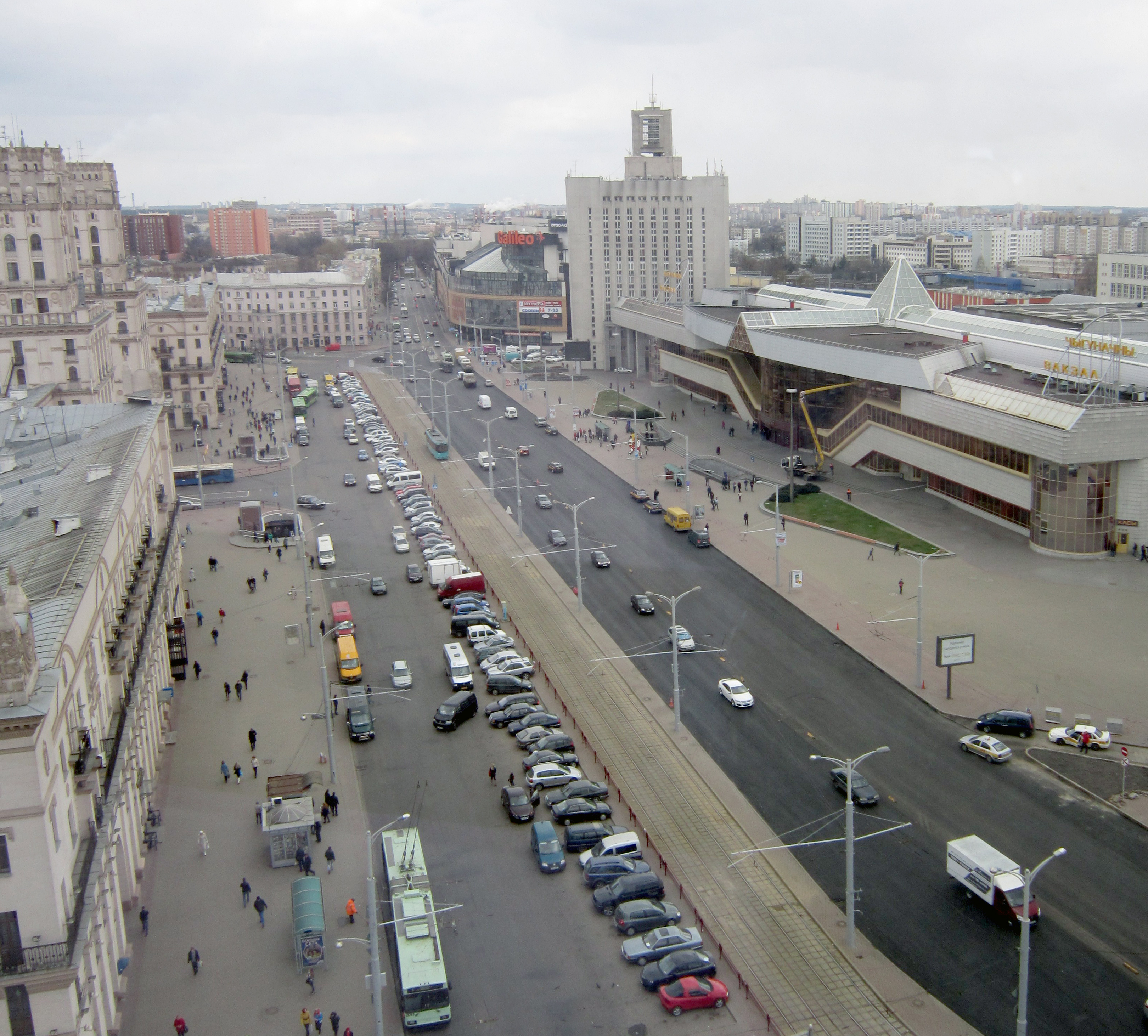
Вид на Привокзальную площадь
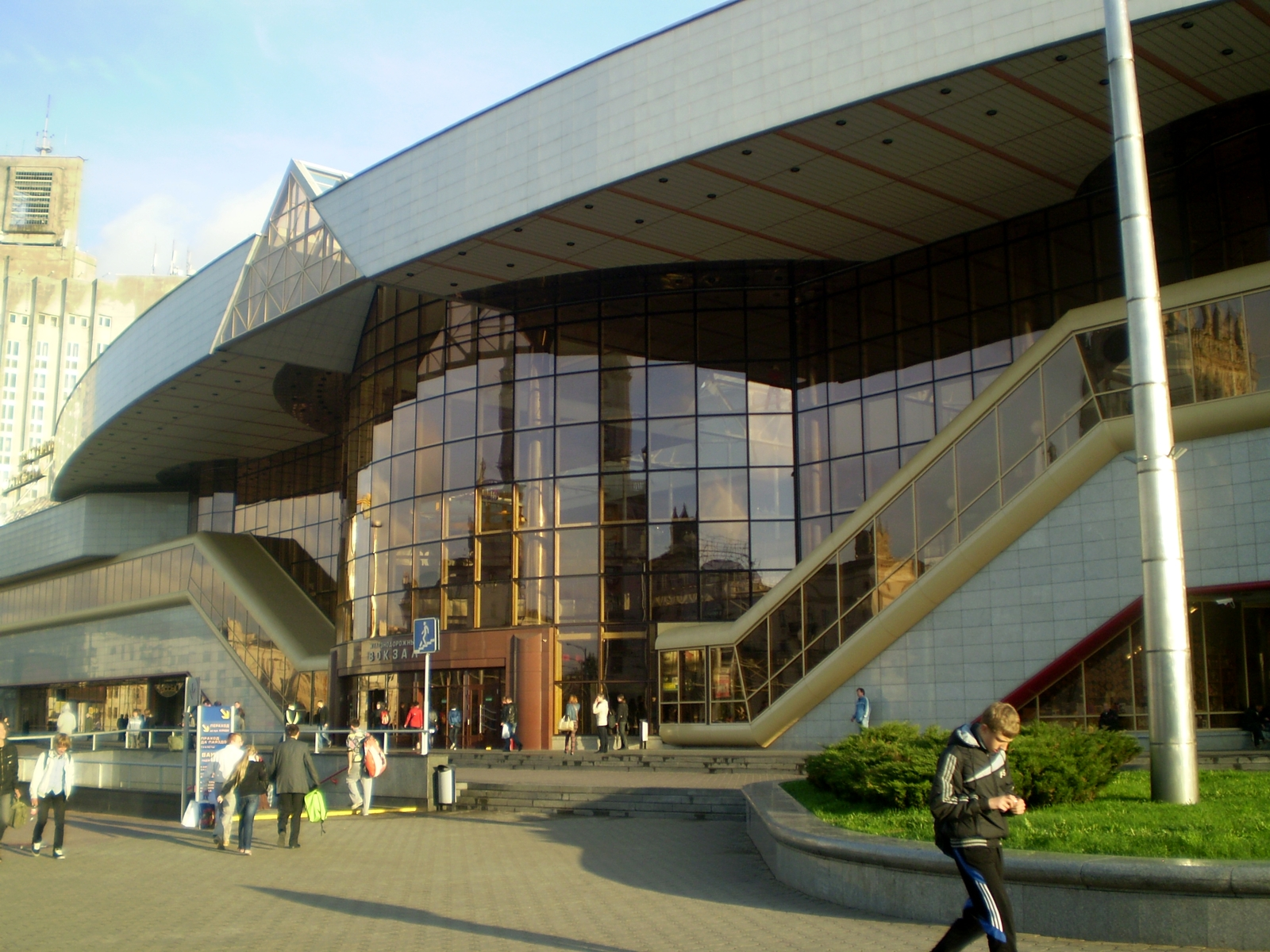
Железнодорожный вокзал
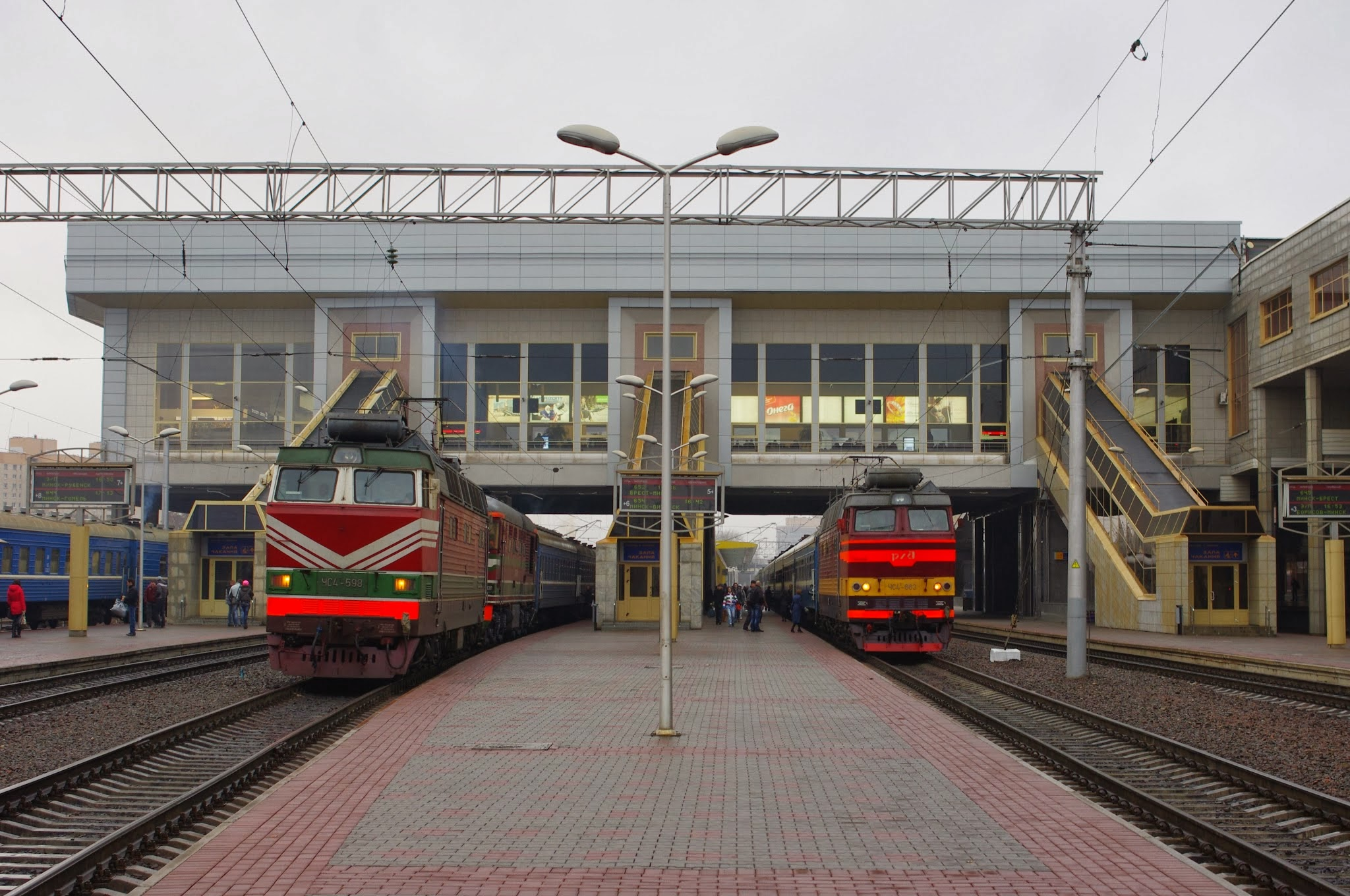
Перроны вокзала
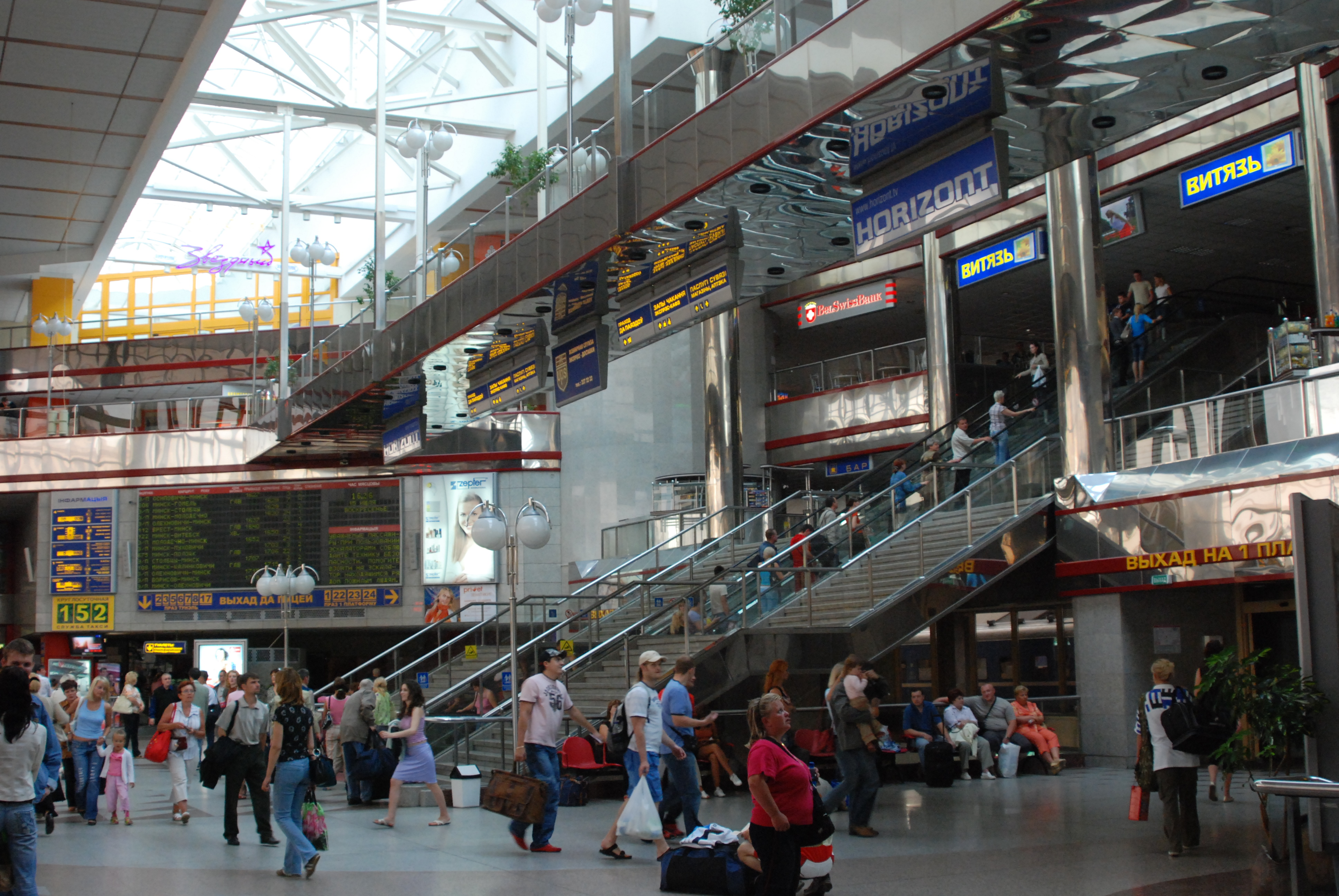
Центральный зал
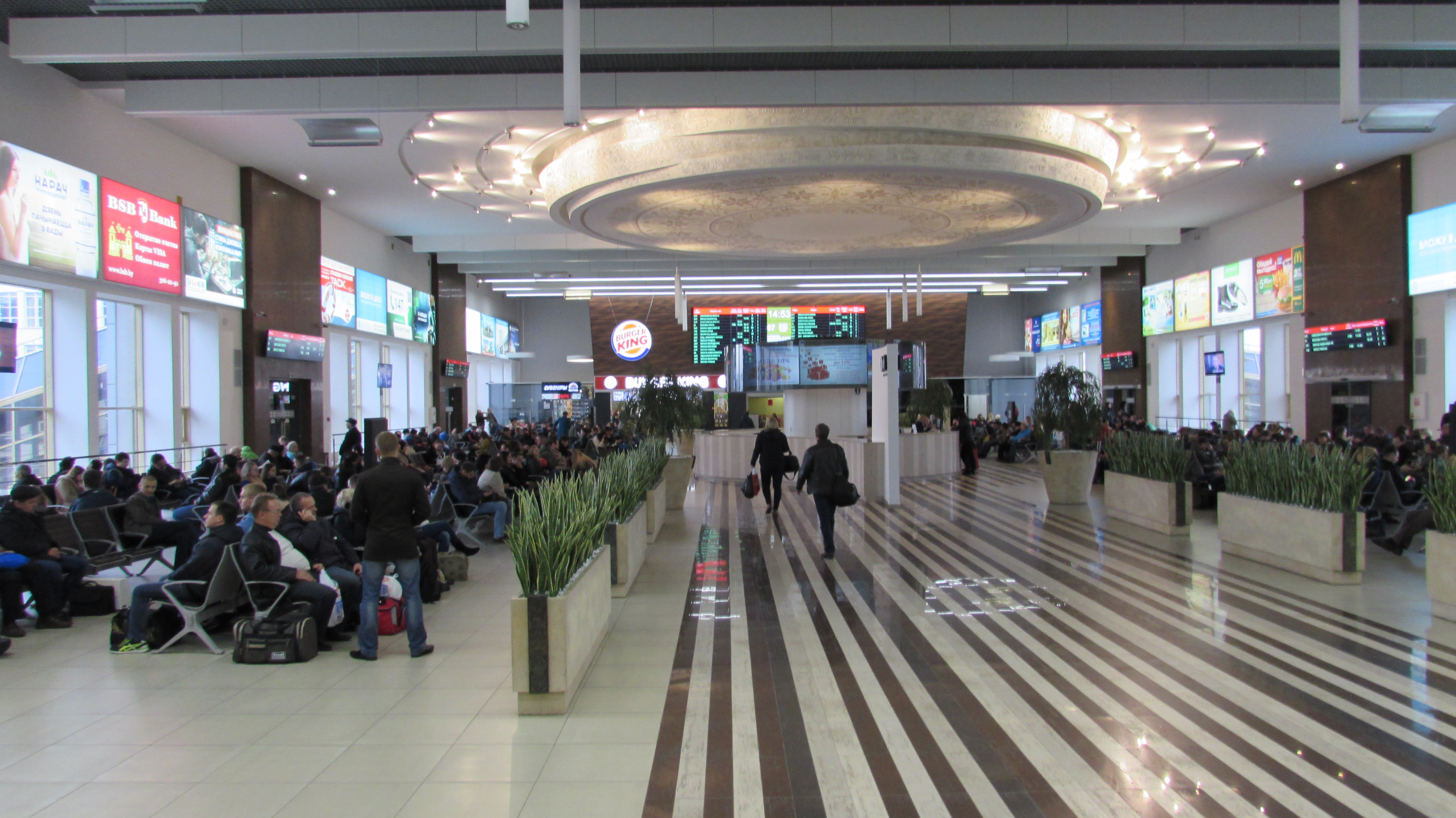
Зал ожидания